# Malaquías Concha
Malaquías Concha Ortiz (Villa Alegre, Provincia de Linares, 5 de abril de 1859-Santiago, 5 de agosto de 1921) fue un escritor, abogado y político chileno, precursor de los movimientos obreros y sociales.

## Primeros años de vida
Sus padres fueron Raimundo Concha Rodríguez y Juana María Ortiz Lobos. Estudió en el Colegio del Padre Concha y el Liceo de Talca. Luego se trasladó a Santiago a estudiar Leyes en la Universidad de Chile, de la cual egresó en 1881. titulándose de abogado el 24 de diciembre de 1880.

### Matrimonio e hijos
Contrajo matrimonio con Armandina Stuardo Prado y tuvieron cinco hijos: Sadie, Catalina, Luis Malaquías, Aquiles y Yolanda.

## Vida pública
Su participación política empezó en los años universitarios. A los 22 años instala su estudio de abogado y adquiere renombre y prestigio por su dedicación a defender causas de personas sin medios económicos. Ingresó al Partido Radical, del cual se separó en 1887 para crear el Partido Demócrata. Con este nuevo referente, Concha buscaba establecer una instancia donde se diera cabida a ideas como la democratización de la vida política a través del sufragio universal, educación laica y gratuita, entre otros objetivos. Sus seguidores fueron obreros y artesanos quienes bajo su amparo fomentaron la cuestión social.
En abril de 1888 fue detenido junto a otros dirigentes del Partido Demócrata por su supuesta incitación al vandalismo e incendio de los tranvías de Santiago, tras una manifestación organizada para protestar por el alza de la tarifa de segunda clase. Fue absuelto y liberado tras 43 días de prisión.
Apoyó al presidente José Manuel Balmaceda durante la Revolución de 1891. Una vez derrotado el bando del presidente, fue hecho reo entre 1891 y 1893, se le acusa de conspiración y es despojado de sus bienes. Una vez libre, debió esconderse ante frecuentes ataques de sus opositores.
En 1896 su Partido Demócrata se une a la Alianza Liberal. Electo diputado por Concepción, Talcahuano, Lautaro y Coelemu (1900-1912), Concepción (1912-1915) y Temuco, Imperial y Llaima (1915-1918). En 1915 es nombrado Ministro de Industria y Obras Públicas de Juan Luis Sanfuentes. Fue elegido senador por Concepción en 1918.

## Escritor
También fue escritor. Su Cartilla de Educación Cívica se convirtió en texto obligado en las escuelas primarias del país. Otra obra suya, Programa de la Democracia, fue una verdadera enseña del movimiento obrero chileno. También hizo un Tratado de Economía Política Experimental. Colaboró además en prensa en los diarios La Razón de Santiago y El Iris de Talca, entre otros. Entre 1893 y 1896 realiza una nutrida actividad periodística y escribe, entre otros textos, "El Programa de la Democracia" donde expone sus ideas democráticas y liberales de fuerte acento social y popular. Una de sus fuentes es Francisco Bilbao, "apóstol y mártir de la democracia en Chile", a cuya memoria está dedicado el libro.

### Repercusión política
Durante los años en que permaneció en el Congreso participó en cerca de 11 comisiones con especial mención en la Comisión de Hacienda. Además, llegó a ser vicepresidente de la Cámara de Diputados. Como diputado, planteó la urgencia de una legislación social pues consideraba ilegítima la aplicación de la fuerza contra los trabajadores. En octubre de 1905, señaló que: “No es éste el modo de conservar el orden, el respeto a las instituciones y la solidaridad social deben reinar en todo el país”. Por esto mismo, propuso que la libertad era el mejor remedio en vez de la represión.
Desde la Cámara, también reclamó que las leyes solo representaban los intereses de los dueños de la propiedad dentro de la sociedad. Asimismo, planteó que el pueblo debía acceder al poder por la vía pacífica. Todo ello configuró un concepto nuevo en la política chilena que hacía referencia a que la clase trabajadora comenzara a hacerse presente con sus legítimos derechos en el escenario político.